# Nem Isso
Nem Isso é um filme de curta-metragem brasileiro de ficção, do ano de 2015, dirigido pelo cineclubista e cineasta Luiz Alberto Cassol.  O curta foi rodado na cidade de Santa Maria, Rio Grande do Sul, por conta da ligação da equipe do filme com a cidade. 

## Sinopse
O curta-metragem “Nem Isso”, baseado na crônica “Stadtluft”, de Luis Fernando Veríssimo, com adaptação do roteiro do cineasta e crítico de cinema Celso Sabadin(“Mazaroppi”), narra como as cartas trocadas por um casal em processo de separação mudam radicalmente a vida de um motoboy.

## Elenco
- Fernanda Moro
- Marcos Verza
- Patrícia Garcia
- Ricardo Paim
- Tania Bilhalva
- Igor Oliveira Machado

## Exibição
| Ano  | Festivais                                           | País    | Ref         |
| ---- | --------------------------------------------------- | ------- | ----------- |
| 2015 | Cineserra – Festival do Audiovisual da Serra Gaúcha | Brasil  | [ 6 ]       |
| 2015 | Mostra Internacional de Cinema de São Gabriel       | Brasil  | [ 7 ] [ 8 ] |
| 2016 | Mostra de Cinema de Rivera                          | Uruguai | [ 9 ]       |